# Mary Stewartová
Mary Stewartová (provdaná Cottonová) (* 25. února 1956, Birmingham) je bývalá britská atletka, běžkyně, halová mistryně Evropy v běhu na 1500 metrů.

## Sportovní kariéra
Startovala na olympiádě v Montrealu, v běhu na 1500 metrů doběhla pátá v semifinále. V následující sezóně se stala evropskou halovou mistryní v běhu na 1500 metrů.
Jejím starším bratrem je britský běžec Ian Stewart. V roce 2011 zvítězil její syn Adam Cotton v běhu na 1500 metrů na evropském juniorském šampionátu.